# Ben (shahrestan)
Ben (persiska: شهرستان بن, Shahrestan-e Ben) är en delprovins (shahrestan) i provinsen Chahar Mahal och Bakhtiari i Iran. Antalet invånare i delprovinsen var 28 326 vid folkräkningen 2016. Administrativ huvudort är Ben.